# Mauritius az 1988. évi nyári olimpiai játékokon
Mauritius a dél-koreai Szöulban megrendezett 1988. évi nyári olimpiai játékok egyik részt vevő nemzete volt. Az országot az olimpián 5 sportágban 8 sportoló képviselte, akik érmet nem szereztek.

## Asztalitenisz
Férfi
| Versenyző                      | Versenyszám | Csoportkör | Csoportkör | Nyolcaddöntő      | Negyeddöntő       | Elődöntő          | Döntő             | Helyezés |
| Versenyző                      | Versenyszám | Ellenfél Eredmény | Hely.      | Ellenfél Eredmény | Ellenfél Eredmény | Ellenfél Eredmény | Ellenfél Eredmény | Helyezés |
| ------------------------------ | ----------- | --- | ---------- | ----------------- | ----------------- | ----------------- | ----------------- | -------- |
| Alain Choo Choy                | Egyes       | C csoport · Yi Ding (AUT) · 0:3 · Harczi Zsolt (HUN) · 0:3 · Csen Lung-can (Chen Longcan) (CHN) · 0:3 · Yomi Bankole (NGR) · 0:3 · Lou Chűn-szung (Lo Chuen Tsung) (HKG) · 0:3 · Abdul Wahab Ali (IRQ) · 1:3 · Vu Ven-csia (Wu Wen-Chia) (TPE) · 0:3 | 8.         | kiesett           | kiesett           | kiesett           | kiesett           | 57.      |
| Gilany Hosnani                 | Egyes       | B csoport · Jan-Ove Waldner (SWE) · 0:3 · Csi Csin-lung (Chih Chin-Long) (TPE) · 0:3 · Hszü Ceng-caj (Xu Zengcai) (CHN) · 0:3 · Tonny Maringgi (INA) · 0:3 · Georg Böhm (FRG) · 0:3 · Barry Griffiths (NZL) · 1:3 · Patrick Birocheau (FRA) · 0:3 | 8.         | kiesett           | kiesett           | kiesett           | kiesett           | 57.      |
| Alain Choo Choy Gilany Hosnani | Páros       | C csoport · Kína (CHN) · Csiang Csia-liang (Jiang Jialiang) · Hszü Ceng-caj (Xu Zengcai) · 0:2 · Franciaország (FRA) · Jean-Philippe Gatien · Patrick Birocheau · 0:2 · Jugoszlávia (YUG) · Ilija Lupulesku · Zoran Primorac · 0:2 · Nigéria (NGR) · Atanda Musa · Titus Omotara · 0:2 · Tajvan (TPE) · Huang Huj-csie (Huang Huei-Chieh) · Vu Ven-csia (Wu Wen-Chia) · 0:2 · Szovjetunió (URS) · Andrej Mazunov · Borisz Rozenberh · 0:2 · Kanada (CAN) · Joe Ng · Horatio Pintea · 0:2 | 8.         |                   | kiesett           | kiesett           | kiesett           | 29.      |

## Atlétika
Férfi
| Versenyző   | Versenyszám | Előfutam | Előfutam | Előfutam | Negyeddöntő | Negyeddöntő | Negyeddöntő | Elődöntő | Elődöntő | Elődöntő | Döntő   | Döntő    |
| Versenyző   | Versenyszám | Idő      | Hely.    | Össz.    | Idő         | Hely.       | Össz.       | Idő      | Hely.    | Össz.    | Idő     | Helyezés |
| ----------- | ----------- | -------- | -------- | -------- | ----------- | ----------- | ----------- | -------- | -------- | -------- | ------- | -------- |
| Judex Lefou | 110 m gát   | 14,73    | 6.       | 33.*     | kiesett     | kiesett     | kiesett     | kiesett  | kiesett  | kiesett  | kiesett | kiesett  |

Női
| Versenyző        | Versenyszám | Előfutam | Előfutam | Előfutam | Elődöntő | Elődöntő | Elődöntő | Döntő   | Döntő    |
| Versenyző        | Versenyszám | Idő      | Hely.    | Össz.    | Idő      | Hely.    | Össz.    | Idő     | Helyezés |
| ---------------- | ----------- | -------- | -------- | -------- | -------- | -------- | -------- | ------- | -------- |
| Sheila Seebaluck | 800 m       | 2:08,93  | 8.       | 27.      | kiesett  | kiesett  | kiesett  | kiesett | kiesett  |
| Maryse Justin    | Maraton     |          |          |          |          |          |          | 2:50:00 | 51.      |

* - egy másik versenyzővel azonos eredményt ért el

## Birkózás
Kötöttfogású
| Versenyző       | Versenyszám | Vigaszágas kiesés                                                                 | Vigaszágas kiesés | Helyosztók        | Helyosztók        | Bronz- mérkőzés   | Döntő             | Helyezés    |
| Versenyző       | Versenyszám | Vigaszágas kiesés                                                                 | Vigaszágas kiesés | 7. helyért        | 5. helyért        | Bronz- mérkőzés   | Döntő             | Helyezés    |
| Versenyző       | Versenyszám | Ellenfél Eredmény                                                                 | Hely.             | Ellenfél Eredmény | Ellenfél Eredmény | Ellenfél Eredmény | Ellenfél Eredmény | Helyezés    |
| --------------- | ----------- | --------------------------------------------------------------------------------- | ----------------- | ----------------- | ----------------- | ----------------- | ----------------- | ----------- |
| Navind Ramsaran | 130 kg      | B csoport · Hassan El-Haddad (EGY) · kétvállas · Degucsi Kazuja (JPN) · kétvállas | 5.                | kiesett           | kiesett           | kiesett           | kiesett           | helyezetlen |

Szabadfogású
| Versenyző       | Versenyszám | Vigaszágas kiesés                                                                                    | Vigaszágas kiesés | Helyosztók        | Helyosztók        | Bronz- mérkőzés   | Döntő             | Helyezés    |
| Versenyző       | Versenyszám | Vigaszágas kiesés                                                                                    | Vigaszágas kiesés | 7. helyért        | 5. helyért        | Bronz- mérkőzés   | Döntő             | Helyezés    |
| Versenyző       | Versenyszám | Ellenfél Eredmény                                                                                    | Hely.             | Ellenfél Eredmény | Ellenfél Eredmény | Ellenfél Eredmény | Ellenfél Eredmény | Helyezés    |
| --------------- | ----------- | --- | ----------------- | ----------------- | ----------------- | ----------------- | ----------------- | ----------- |
| Navind Ramsaran | 130 kg      | A csoport · Daniel Payne (CAN) · kétvállas · 2. fordulóban erőnyerő · Bruce Baumgartner (USA) · 0–15 | 6.                | kiesett           | kiesett           | kiesett           | kiesett           | helyezetlen |

## Ökölvívás
| Versenyző          | Versenyszám | Selejtező         | 32-es főtábla              | Nyolcaddöntő      | Negyeddöntő       | Elődöntő          | Döntő             | Helyezés |
| Versenyző          | Versenyszám | Ellenfél Eredmény | Ellenfél Eredmény          | Ellenfél Eredmény | Ellenfél Eredmény | Ellenfél Eredmény | Ellenfél Eredmény | Helyezés |
| ------------------ | ----------- | ----------------- | -------------------------- | ----------------- | ----------------- | ----------------- | ----------------- | -------- |
| Teekaram Rajcoomar | Harmatsúly  | erőnyerő          | Abraham Torres (VEN) · 0:5 | kiesett           | kiesett           | kiesett           | kiesett           | 17.      |

## Súlyemelés
| Versenyző  | Versenyszám | Szakítás | Szakítás | Lökés    | Lökés    | Összesen | Helyezés |
| Versenyző  | Versenyszám | Eredmény | Helyezés | Eredmény | Helyezés | Összesen | Helyezés |
| ---------- | ----------- | -------- | -------- | -------- | -------- | -------- | -------- |
| José Moirt | 82,5 kg     | 110,0    | 19.      | 130,0    | 17.      | 240,0    | 17.      |